# Jakob Sølvhøj
Jakob Sølvhøj (nascido em 12 de setembro de 1954, em Helsingør) é um político dinamarquês, membro do Folketing pelo partido político Aliança Vermelha e Verde. Ele foi eleito nas eleições legislativas dinamarquesas de 2015.

## Carreira política
Sølvhøj foi eleito pela primeira vez nas eleições de 2015, onde recebeu 753 votos. Apesar da contagem de votos relativamente baixa, isso foi o suficiente para garantir uma das cadeiras niveladoras da Aliança Vermelha e Verde. O mesmo aconteceu em 2019, onde Sølvhøj recebeu 913 votos.